# Bande à Patin
La Bande à Patin est une milice patronale qui sévit dans la région de Montceau-les-Mines de 1888 à 1899. Elle est initialement une annexe du bureau d'embauche de la Compagnie des Mines de Blanzy, et devait surveiller les employés et les protéger des fauteurs de trouble, mais elle finit par terroriser la population tout entière en ayant recours à l'intimidation et à la violence envers les récalcitrants.

## Le contexte
La ville de Montceau-les-Mines, fondée en 1856 grâce à Jules Chagot, gérant des Mines de Blanzy, est peuplée essentiellement d'employés des mines et de leur famille. En 1888, les ressources de la commune proviennent presque exclusivement de la Compagnie des Mines de Blanzy, et le maire de Montceau-les-Mines fut longtemps Léonce Chagot, qui a succédé à son oncle Jules à la gérance de la Mine. Après un intermède républicain, la mairie est à nouveau dirigée par les Mines : le maire est Alfred de Boisset, un cadre de la Compagnie.
Pour fidéliser les ouvriers, Jules Chagot a mené une politique paternaliste, créant des caisses de secours et de retraite, et fait construire des cités ouvrières, ainsi que des églises et des écoles gérées par le clergé, gardien de l'ordre moral. Léonce Chagot commença par poursuivre cette politique paternaliste. Entre 1882 et 1884, en réaction à l'emprise du patronat et du clergé, un groupe anarchiste, la Bande Noire, s'en prit à des cadres de l'entreprise et à des membres du clergé, dynamita des croix et incendia une chapelle. Ses membres furent finalement arrêtés et condamnés.

## Historique

### Fondation
Léonce Chagot ne comprend pas les raisons de la colère et l'attribue à des perturbateurs extérieurs à la région. Il décide de revoir son système pour éviter le retour d'une crise. Tout acquis aux idées du christianisme social, il transfère la gestion de la caisse de secours aux ouvriers, mais il tient en réalité à ce qu'elle reste sous la tutelle de la Compagnie. De même, les sociétés de loisirs qu'il fonde doivent dispenser la bonne parole et surtout rester sous le contrôle de la Compagnie.
Il crée ainsi un service de renseignement qui renforce l'encadrement de la population. Sa politique sociale ne doit s'appliquer que dans l'ordre et sous la haute autorité de la Compagnie. Il ne suffit pas que les ouvriers agissent selon un programme déterminé, il faut encore qu'ils pensent d'une certaine façon, qu'ils ne fréquentent pas certains cafés, ne lisent que les journaux conformes aux idées de la Compagnie.
Léonce Chagot nomme à la tête de ce service un ancien avocat, Langeron, décrit comme un homme autoritaire, intolérant, cassant, clérical jusqu'à l'outrance. Il est chargé de mettre la population montcellienne au pas. Il y nomme aussi Alfred de Boisset, un ingénieur des Mines, maire de Montceau, décrit comme un monstre de froideur et de rigueur, chargé de rassurer les autorités. Claude Patin, ancien ajusteur-mécanicien devenu contremaître, socialiste repenti, est recruté dans le service pour mettre en œuvre cette politique. Ils recrutent d'anciens repentis de la Bande Noire, qui obtiennent ainsi un emploi avantageux.

### Missions et agissements
Langeron confie à Patin le soin de placer des hommes sûrs à la tête des associations et des bureaux d'assistance. Celui-ci envoie des délégués dans les cités pour enrôler de gré ou de force les ouvriers dans des comités destinés à exercer une surveillance des employés.
Le service de renseignement établit pour chaque employé une fiche sur laquelle sont consignés ses opinions politiques, les journaux qu'il lit, sa fréquentation à l'église ou son hostilité religieuse. La surveillance s'étend à tous les habitants de la région. Patin devient le chef du bureau d'embauche, et ne donne son accord qu'après consultation de la fiche. Une fois embauchés, les ouvriers sont sous la menace d'un transfert à un poste moins rémunéré ou d'un renvoi.
La surveillance s'étend aux écoles, gérées par le clergé, qui était chargé de rapporter des vérités « sortant de la bouche des enfants » au hasard des conversations.
La Compagnie exerce sa mainmise sur les commerçants montcelliens. Elle retire ses commandes chez les commerçants républicains, interdit aux mineurs d'y effectuer leurs achats. Elle crée ses propres magasins pour concurrencer ces commerçants indésirables et les forcer à partir.
Boisset fonde des journaux, « Le Messager de Saône-et-Loire », puis « Le Travailleur du Sud-Est ». Ce sont des journaux de ragots et de bobards, qui déforment les faits et entretiennent un climat de crainte. Ils inondent la région: les invendus sont distribués aux mineurs, et colportés dans les campagnes. La rentabilité importe peu, puisqu'ils sont financés par la Compagnie. L'important est que le contenu plaise à sa Direction. 
Par la suite, Léonce Chagot désigne Alfred de Boisset comme second de son dauphin Lionel de Gournay. 
Langeron est chargé du bureau de bienfaisance de la Mine. Il met au point un système de prêt qui assujettit les mineurs à l'entreprise. Il devient le gérant de la banque de la Compagnie, « La Prudence », et accorde les prêts immobiliers « à la tête du client ». En rendant le mineur propriétaire, la Mine empêche son exode et le met sous sa dépendance. Le directeur doit régulièrement adresser à la Compagnie un compte-rendu des opérations d'épargne.

### Action politique
L'étape suivante consiste à chasser les républicains des mairies et des autres assemblées locales. Des candidats choisis par la Compagnie se présentent aux élections. Ils promettent des embauches et des augmentations de salaire en cas de victoire, des licenciements dans le cas contraire.
En 1888, la pratique de l'isoloir et de l'enveloppe n'existe pas. On dépose son bulletin dans l'urne par l'intermédiaire du président du bureau de vote. Les agents de la Compagnie viennent en nombre dans les bureaux de vote, glissent un bulletin dans les mains de l'électeur et s'assurent que ce bulletin est bien déposé dans l'urne. Ils notent le nom de ceux qui osent voter malgré tout pour un autre candidat. Dans ces conditions, les candidats de la Mine sont facilement élus. Il faudra attendre 1913 pour qu'une loi impose le passage dans l'isoloir.

### Actions violentes
Avant de devenir un comité électoral, la bande à Patin n'est qu'une réserve d'hommes de main, qui à l'occasion sait donner des corrections aux ouvriers indociles. Ses sbires arrachent des éléments de palissade des jardins, dont ils se servent de gourdins, ce qui leur a donné le surnom de « bande à palis ». 
Elle perturbe violemment les réunions publiques accueillant des délégués ou des élus dont l'opinion déplaît à la Compagnie, en obligeant les mineurs à se rendre aux réunions et à empêcher les orateurs de s'exprimer par des cris et des bagarres. Devant leur nombre, la police doit battre en retraite.

### Rôle de la presse républicaine
La mainmise des Chagot sur le bassin minier et l'autorité exclusive que cette famille exerce sur ses habitants rencontrent au cours des années un certain nombre d'oppositions. Républicains modérés, radicaux, socialistes, anarchistes, tentent à diverses reprises de briser le carcan social, moral et politique imposé par les maîtres de la Mine.
En première ligne, on trouve L'Union Républicaine, journal radical édité à Mâcon, dirigée par Julien Symian, maire de Cluny. L'Union Républicaine rapporte par exemple le cas d'un ouvrier renvoyé pour avoir assisté à un congrès ouvrier, puis réintégré à condition d'aller à une réunion chez les Frères et en pèlerinage à Paray-le-Monial. Le journal Lyon républicain rapporte aussi les exactions de Patin. En réponse, Patin porte systématiquement plainte pour diffamation. La guerre est acharnée, les procès se multiplient.
L'Union Républicaine recueille un certain succès de ses ventes sur le bassin minier; mais la bande à Patin agresse le dépositaire du journal, puis le correspondant local. Il devient dangereux pour les Montcelliens de lire les feuilles révolutionnaires.

### Grève de 1899 et fin des exactions
L'ordre règne sur le bassin de Montceau pendant toutes ces années. Aucun syndicat n'a réussi à s'implanter. Mais la haine et la rancœur finissent par éclater avec la grève de 1899. La principale revendication des grévistes, avec les salaires, est la suppression immédiate de la police occulte et le départ de Patin et de ses lieutenants. La grève reste calme, malgré les provocations menées par la bande. Grâce à l'intervention du Président du Conseil, Waldeck-Rousseau, la Compagnie capitule. Patin quitte Montceau. 
C'est la fin d'un système bafouant les lois républicaines, et vivant grâce à ces véritables mercenaires. En 1900, les dirigeants de la Mine sont évincés.